# 消防員阿森
《消防員阿森》是一部英国动画儿童电视连续剧，讲述的是一个名叫萨姆的消防员，他的消防队员以及威尔士虚构的庞蒂潘迪乡村的其他居民。该展览的最初构想来自英国伦敦的两名前消防员，他们将构想传给了提出该构想的艺术家和作家罗伯·李（Rob Lee），并委托了该展览。

## 評價
常識媒體給電視戲四星（滿分五星）的評價。

## 外部鏈接
- 在BBC Programmes了解《消防員阿森》（英文）

- 官方網站 （页面存档备份，存于）
- 互联网电影数据库（IMDb）上《Fireman Sam》的资料（英文）